# Theodore TR2
Der Theodore TR2 war ein Formel-1-Rennwagen, den der britische Rennstall Theodore Racing in der Saison 1981 an den Start brachte. Das Auto erschien nur einmal bei einem Rennen, das keinen Weltmeisterschaftsstatus hatte.

## Hintergrund
Der in Indonesien geborene Geschäftsmann Theodore „Teddy“ Yip war seit den frühen 1970er-Jahren als Sponsor im britischen Motorsport engagiert. Seit 1977 unterhielt Yip den Rennstall Theodore Racing, der sich 1977 und 1978 erfolglos an der Formel-1-Weltmeisterschaft beteiligte. Anfänglich war Theodore Racing ein Kundenteam, das zugekaufte Autos fremder Hersteller einsetzte. 1978 brachte das Team mit dem Theodore TR1 ein selbst konstruiertes Auto an den Start, scheiterte aber nahezu immer an der Qualifikationshürde. 1979 engagierte sich der Rennstall lediglich in der Aurora-Serie, einer Rennserie, die auch als „britische Formel-1-Meisterschaft“ bezeichnet wird. Parallel dazu unterstützte Yip das Formel-1-Team Ensign Racing. Im April 1980 übernahm Yip schließlich das in finanziellen Schwierigkeiten befindliche Team Shadow Racing Cars. Nach zwei erfolglosen Qualifikationsversuchen stellte Yip den Rennbetrieb bei Shadow im Sommer 1980 ein. Er übernahm Teile der Infrastruktur des Shadow-Teams und integrierte sie in seinen Theodore-Rennstall, den er für die Formel-1-Saison 1981 meldete. Yip hatte die Absicht, die Weltmeisterschaftsläufe der Saison 1981 mit einem neu konstruierten Auto zu bestreiten; entsprechende Entwicklungsarbeiten für den als Theodore TY01 bezeichneten Wagen liefen seit Herbst 1980 unter der Leitung von Tony Southgate.
Die Formel-1-Saison 1981 begann mit dem Großen Preis von Südafrika am 7. Februar 1981. Das Rennen hatte aus politischen Gründen keinen Weltmeisterschaftsstatus. Ungeachtet dessen nutzten zahlreiche Formel-1-Teams diese Veranstaltung zur Vorbereitung auf die kommenden Weltmeisterschaftsläufe. Zu ihnen gehörte auch Theodore Racing. Da Southgates TY01 zu dieser Zeit noch nicht fertiggestellt war, meldete das Team ein Fahrzeug unter dem Namen Theodore TR2.

## Technik
Der Theodore TR2 war ein Übergangsmodell infolge der verspäteten Fertigstellung des Southgate-Autos. In der Nomenklatur knüpfte er an den erfolglosen TR1 von 1978 an und suggerierte, dass es sich bei ihm um ein eigenständiges Modell handelte. Das traf indes nicht zu. Der Theodore TR2 war in Wirklichkeit der erste der beiden Shadow DN12, die 1980 hergestellt worden waren und der nun eine neue Bezeichnung erhalten hatte. Technisch unterschied sich der TR2 nicht von dem DN12. Als Antrieb diente wie beim DN12 ein Achtzylinder-Saugmotor von Cosworth.

## Renneinsatz
Theodore Racing meldete für den Großen Preis von Südafrika den britischen Rennfahrer Geoff Lees. Lees hatte den DN12 bereits im Jahr zuvor dreimal für das Shadow-Team gefahren. Er qualifizierte sich mit einem Rückstand von 4,3 Sekunden auf den Pole-Sitter Nelson Piquet (Brabham) für den 17. und vorletzten Startplatz. Im Rennen schied Lees (als erster Fahrer) nach 11 Runden durch Unfall aus.
Der Theodore TR2 erschien nur zu diesem Rennen. Ab dem darauf folgenden Großen Preis der USA West, dem ersten Lauf des Jahres mit Weltmeisterschaftsstatus, wurde er durch den Theodore TY01 ersetzt.